# Koniergino
Koniergino (ros. Конергино) – wieś w Rosji, w Czukockim Okręgu Autonomicznym, w rejonie iultińskim. W 2021 liczyła 262 mieszkańców.